# Соуза, Гонсалу
Гонса́лу Са́нтуш Со́уза (порт. Gonçalo Santos Sousa; родился 3 июня 2006, Эрмезинде) — португальский футболист, нападающий клуба «Порту».

## Клубная карьера
Уроженец Эрмезинде, Соуза начал футбольную карьеру в юношеской команде местного клуба, в 2016 году перешёл в академию «Порту». 4 мая 2024 года дебютировал в основном составе «Порту», выйдя на замену в матче португальской Примейра-лиги против «Шавеша».

## Карьера в сборной
Выступал за сборные Португалии до 17 и до 19 лет.